# Pierre-Alfred Grimardias
Pierre-Alfred Grimardias (né le 13 septembre 1813 à Maringues, mort le 27 mai 1896 à Rocamadour) est un ecclésiastique français, évêque de Cahors de 1866 à sa mort.

## Biographie
Sacré évêque de Cahors le 6 août 1866 par Louis-Charles Féron, évêque de Clermont. Pendant son épiscopat de 30 ans, il réalise de nombreux travaux de restauration du chœur de la cathédrale Saint-Étienne de Cahors, du palais épiscopal (aujourd'hui musée), du château de Mercuès et des sanctuaires de Rocamadour.

## Succession apostolique
Pierre-Alfred Grimardias a ordonné les évêques suivants :
- Évêque Léon Jules Marie Bélouino (1880)
- Cardinal Guillaume-Marie-Romain Sourrieu (1882)

## Distinction
- Chevalier de la Légion d'honneur (9 juillet 1862)[2]

## Armes
De gueules à trois cornets d'argent, et une étoile du même, en abîme.  